# Brevis
Brevis eller breve, ˘, är ett diakritiskt tecken som kan liknas vid en liggande båge. Den påminner om en hake, ˇ, men är mjukt rundad utan skarp vinkel.
Under medeltiden var breve även beteckningen på en påvlig skrivelse, kortare och mindre viktig än en bulla eller encyklika.

## Användning
- I akademiska sammanhang används brevis för att markera kort vokal i kontrast med streck (¯) som markerar lång vokal. Den används ofta på detta vis i ordlistor och läroböcker för latin, grekiska och en del andra språk. (Det är dock vanligt att endast långa vokaler – men samtliga långa vokaler – markeras med streck och att alla vokaler utan diakrit därmed ska utläsas som korta.)

- Esperanto och vitryska: Bokstaven ŭ används för att markera ett icke-syllabiskt u.

- Sinhala: Vid transkription av sinhala markerar ett brevis placerat ovanför m eller n prenasalisering. Kombinationen n̆da används exempelvis för att representera [ⁿda].

- Rumänska: Bokstaven ă representerar en neutralvokal [ə].

- Turkiska: Bokstaven ğ representerar en förlängning av föregående vokal.

- Azerbajdzjanska, tatariska och krimtatariska: Bokstaven ğ representerar en tonande velar frikativa [ɣ].

- Vietnamesiska: Ă är den andra bokstaven i det vietnamesiska alfabetet och representerar ett kort a-ljud [a]. Den kan kombineras med någon av fem tonmarkörer: ằ, ắ, ẳ, ẵ, ặ.

- Koreanska: I McCune-Reischauer-transkribering används ŏ och ŭ för att representera vokalerna ㅓ [ʌ] och ㅡ [ɯ].

- Vissa kinesiska dialekter: Brevis används för att indikera vokalton vid transkribering av exempelvis fukienesiska. I pinyintranskribering av mandarin används i stället hake.

| Ăă | Ắắ | Ằằ | Ẳẳ | Ẵẵ | Ặặ | Ĕĕ | Ḝḝ | Ğğ | Ĭĭ | Ŏŏ | Ŭŭ |